# 猕猴桃碱
猕猴桃碱（英語：Actinidine）是一种环烯醚萜化合物，由多种植物和动物在自然界中产生。它是第一个被发现的环戊单萜生物碱。它是可从缬草（Valeriana officinalis）根和葛枣猕猴桃（Actinidia polygama）以及几种处于幼虫和成虫阶段的昆虫中提取的化合物之一。猕猴桃碱是一种猫引诱剂，其作用类似于猫薄荷中的活性化合物荆芥内酯。
某些竹节虫物种，包括Megacrania batesii和津田氏大头䗛（Megacrania tsudai），具有化学防御机制，当受到捕食者威胁时，其前胸腺会分泌含猕猴桃碱的物质。

## 生物合成
下图显示了从L-香茅醛中生物合成猕猴桃碱的潜在方法。